# Croton martinicensis
Espèce
Classification APG III (2009)
Croton martinicensis est une espèce de plantes à fleurs du genre Croton et de la famille des Euphorbiaceae présente en Martinique.